# مشحم (المحويت)

تعديل مصدري - تعديل

مشحم هي إحدى قرى عزلة الحواصلــة بمديرية المحويت التابعة لمحافظة المحويت، بلغ تعداد سكانها 74 نسمة حسب تعداد اليمن لعام 2004.